# مصير غير المتعلم

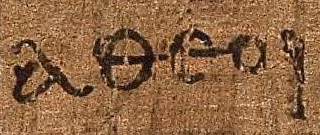

مصير غير المتعلم هو سؤال متعلق باليوم الآخر حول المصير النهائي للناس الذين لم يتعرفوا إلى علوم دين محدد أو تعاليمه، وبالتالي لم تتوفر لهم فرصة اعتناقه. السؤال هو ما إذا كان الأشخاص الذين لم يسمعوا بالأوامر التي تم إصدارها عن طريق الوحي الإلهي ستتم معاقبتهم لعدم اتباع هذه الأوامر.
يتم أحياناً طرح هذا التساؤل مجتمعاً مع السؤال المشابه حول مصير غير المؤمن. لدى التقاليد الإيمانية المختلفة أجوبة مختلفة لهذا التساؤل: ففي المسيحية يرتبط السؤال حول مصير غير المتعلم بسؤال الخطيئة الأصلية. يفترض البعض بأن القراءة الجامدة للنصوص الدينية يوجب عقوبة قاسية على الذين لم يسمعوا بتلك الديانة ولذا يتم استخدام هذا التساؤل كحجة ضد وجود الإله، وعادة يقبل هذا التساؤل كإضافة أو قسم من مشكلة الشر.